# Onthophagus hayashimasaoi
Onthophagus hayashimasaoi là một loài bọ cánh cứng trong họ Bọ hung (Scarabaeidae).